# Лог Синій
Лог Синій (рос. Лог Синий) — річка, яка протікає в Аннинському районі Воронізької області. Права притока річки Курлак (басейн Дону). Довжина річки становить 10 км, площа водозбірного басейну 29,4 км².

## Географія
У даний час річка втратила свій статус під впливом антропогенних та інших факторів. Відстань до гирла 45 км. Річка має 1 притоку завдовжки понад 4 км. На Логу Синьому побудовано декілька ставків.
На річці знаходиться селище Центральна Садиба радгоспу «Пугачовський».